# جوزيف زيلر
جوزيف زيلر (بالإنجليزية: Joseph Zeller)‏ هو سياسي أمريكي، ولد في 19 سبتمبر 1918 في كامبوس في الولايات المتحدة، وتوفي في 12 ديسمبر 2018. حزبياً، نشط في الحزب الديمقراطي. وقد انتخب عضو مجلس نواب بنسيلفانيا.